# قرار مجلس الأمن التابع للأمم المتحدة رقم 180
قرار مجلس الأمن التابع للأمم المتحدة رقم 180، الذي تم تبنيه في 31 يوليو 1963، أكد أن البرتغال التي تطالب بأراضيها فيما وراء البحار كجزء من البرتغال المتروبولية تتعارض مع مبادئ الميثاق. واعتبر المجلس أن تصرفات البرتغال وموقفها يزعجان بشدة السلم والأمن في أفريقيا .
ودعا المجلس البرتغال إلى الاعتراف فورا بحق شعوب إمبراطوريتها في تقرير المصير والاستقلال، ووقف جميع أعمال القمع وانسحاب جميع القوات العسكرية وشبه العسكرية، والعفو السياسي غير المشروط، وتهيئة الظروف التي تسمح العمل الحر للأحزاب السياسية، والمفاوضات لنقل السلطة إلى ممثلي الشعوب المنتخبين بحرية ومنح الاستقلال لجميع الأراضي الخاضعة لإدارتها. وطلب المجلس من جميع الحكومات الامتناع عن مساعدة البرتغال في قمعها بأي شكل من الأشكال، بما في ذلك بيع المعدات العسكرية.
القرار، الذي اقترحته 32 دولة أفريقية،  تم تبنيه بأغلبية ثمانية أصوات، مع امتناع فرنسا والمملكة المتحدة والولايات المتحدة.

## روابط خارجية
- نص القرار في undocs.org